# Característica de albedo

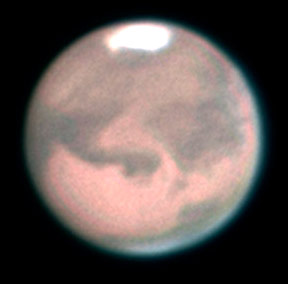
Marte por telescopio.

Una característica de albedo es un área grande en la superficie de un planeta (u otro cuerpo del sistema solar) que muestra un contraste de brillo u oscuridad (albedo) con áreas adyacentes.
Históricamente, las características del albedo fueron las primeras (y generalmente las únicas) características que se vieron y nombraron en Marte y Mercurio. Los primeros mapas clásicos (como los de Schiaparelli y Antoniadi) mostraban solo características del albedo, y no fue hasta la llegada de las sondas espaciales que se pudieron ver otras características de la superficie, como los cráteres.
En otros cuerpos que no sean Marte y Mercurio, una característica del albedo a veces se llama regio.
En cuerpos con una atmósfera muy densa como Venus o Titán, las características del albedo permanentes no se pueden ver con los telescopios ópticos ordinarios porque la superficie no es visible y solo se ven nubes y otros fenómenos atmosféricos transitorios. La sonda Cassini-Huygens observó múltiples características del albedo en Titán después de su llegada a la órbita de Saturno en 2004.
La primera característica de albedo jamás vista en otro planeta fue Syrtis Major Planum en Marte en el siglo XVII.
Hoy en día, gracias a las sondas espaciales, se encuentran disponibles imágenes de muy alta resolución de las características de la superficie de Marte y Mercurio, y la nomenclatura clásica basada en las características del albedo ha caído en desuso. Aun así, los astrónomos aficionados todavía lo utilizan para la observación terrestre de Marte.
Sin embargo, para algunos cuerpos del Sistema Solar (como Plutón antes de la misión New Horizons), las mejores imágenes disponibles muestran solo características de albedo. Estas imágenes generalmente fueron tomadas por el telescopio espacial Hubble o por telescopios terrestres que utilizan óptica adaptativa .
Cydonia Mensae en Marte es un ejemplo de una característica de albedo.